# 688-й лёгкий бомбардировочный авиационный полк
688-й ночной лёгкобомбардировочный авиационный полк — воинское подразделение вооружённых сил СССР в Великой Отечественной войне.

## История
Сформирован осенью 1941 года, на базе Челябинской школы стрелков-бомбардиров. Имел на вооружении самолёты Р-5.
Менее чем через месяц после приказа о формировании полк был отправлен в действующую армию и уже в день прибытия на фронт экипажи полка ушли в первый боевой вылет.

## Герои полка
| Награда | Ф. И. О.                    | Должность           | Звание  | Дата награждения | Примечания |
| ------- | --------------------------- | ------------------- | ------- | ---------------- | ---------- |
|         | Кадомцев, Анатолий Иванович | командир эскадрилии | капитан | 13 апреля 1944   |            |

## Командиры
- Капитан К. В. Яровой — 20.10.1941—18.09.1942